# Suprapopulare
Suprapopularea apare atunci când populația unei specii depășește capacitatea de susținere a nișei sale ecologice. Aceasta poate rezulta dintr-o creștere a nașterilor (rata fertilității), o scădere a  ratei mortalității, creșterea imigrației sau un biom nesustenabil și epuizarea resurselor. Mai mult decât atât, înseamnă că, dacă există prea mulți indivizi în același habitat, oamenii au resurse disponibile limitate pentru a putea supraviețui.

## Suprapopularea animalelor
În sălbăticie, suprapopularea duce adesea la o creștere a populațiilor de prădători. Acest lucru are ca efect controlul biologic al populației pradă și asigurarea evoluției sale în sensul dezvoltării caracteristicilor genetice care o fac mai puțin vulnerabilă la dispariție (și prădătorul poate coevolua ca răspuns).
În absența prădătorilor, populația speciilor depinde de resursele pe care le pot găsi în mediul lor, dar acest lucru nu controlează neapărat suprapopularea, cel puțin pe termen scurt. O sursă abundentă de resurse poate provoca o creștere a populației urmată de o scădere bruscă. Rozătoarele, cum ar fi lemingii și șoarecii au astfel de cicluri de creștere rapidă a populației și de scădere ulterioară. Populațiile de iepuri americani au avut cicluri similare, la fel ca și cele ale unuia dintre prădătorii lor, râsul.
Introducerea unor specii străine a produs deseori perturbări ecologice; așa s-a întâmplat atunci când cerbul și păstrăvul au fost introduse în Argentina, atunci când iepurii au fost introduși în Australia și, de asemenea, atunci când prădători, precum pisicile, au fost introduși pentru a încerca să controleze populația de iepuri.
Unele specii cum ar fi lăcustele experimentează variații ciclice naturale mari, pe care fermierii le percep ca o calamitate.

## Suprapopularea umană
Suprapopularea umană apare atunci când amprenta ecologică a unei populații umane într-o locație geografică specifică depășește capacitatea de susținere a locului ocupat de acest grup. Într-o perspectivă pe termen lung se poate spune că există o suprapopulare atunci când o populație nu poate fi susținută ținând cont de epuizarea rapidă a resurselor neregenerabile sau de degradarea capacității mediului de a susține o populație.
Termenul suprapopulare umană poate să se refere, de asemenea, la relația între întreaga populație umană și mediul ei: Pământul sau la o relație similară în zone geografice mai mici, cum ar fi țările. Suprapopularea poate rezulta din creșterea nașterilor, scăderea ratei mortalității, creșterea imigrației sau un biom nesustenabil și epuizarea resurselor. Este posibil ca zonele foarte populate să fie suprapopulate dacă zona are o capacitate slabă sau inexistentă de a susține viața (de exemplu un deșert). Adepții moderării populației menționează aspecte precum calitatea vieții, capacitatea de transport și riscul foametei ca motiv pentru care se opun creșterii continue a populației și susțin scăderea populației. Oamenii de știință sugerează că impactul uman asupra mediului ca urmare a suprapopulării, a risipei de resurse și a proliferării tehnologiei a împins planeta într-o nouă eră geologică cunoscută sub denumirea de „antropocen”.